# Marvatten

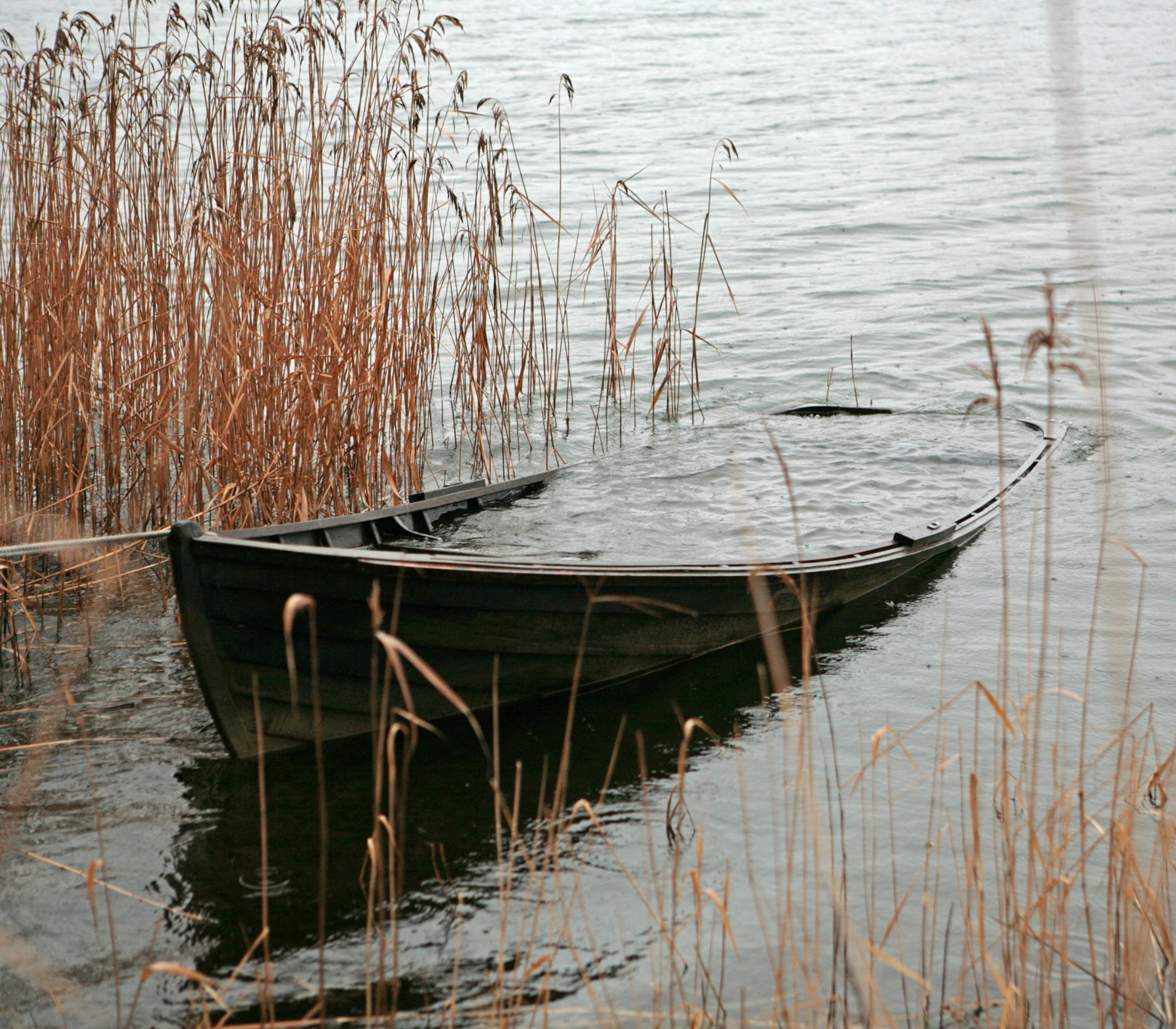
En eka i marvatten.

Marvatten kallas det vatten som finns invändigt eller omkring en vattenfylld båt eller ett fartyg som ligger flytande djupt i vattnet upp till dess reling utan att sjunka. Fartyget eller båten ligger därmed i marvattnet.